# Dave Marsh
David Broadhead Robertson „Dave” Marsh (ur. 25 grudnia 1894 w Poplar – zm. w 1960 w Epping) – brytyjski kolarz szosowy, złoty medalista mistrzostw świata.

## Kariera
Największy sukces w karierze Dave Marsh osiągnął w 1922 roku, kiedy zdobył srebrny medal w wyścigu ze startu wspólnego amatorów podczas mistrzostw świata w Liverpoolu. W zawodach tych wyprzedził dwóch swoich rodaków Williama Burkilla oraz Charlesa Daveya. Był to jednak jedyny medal wywalczony przez Marsha na międzynarodowej imprezie tej rangi. W tej samej konkurencji był też między innymi dwunasty na rozgrywanych rok wcześniej mistrzostwach świata w Kopenhadze. W 1920 roku wystartował na igrzyskach olimpijskich w Antwerpii, gdzie zajął 26. miejsce, a drużynowo Brytyjczycy nie byli klasyfikowani. Cztery lata później, podczas igrzysk w Paryżu zajął 24. pozycję ze startu wspólnego i siódmą w wyścigu drużynowym.

## Najważniejsze zwycięstwa i sukcesy
- 1922
  - mistrzostwo świata amatorów w wyścigu ze startu wspólnego